# Алина
Али́на — женское русское личное имя, заимствованное из западноевропейских языков в начале XX века (англ. Aline, нем. Alina, фр. Aline).
Распространённое имя у казахов. 

## Происхождение
Является обретшей самостоятельность краткой (стяжённой) формой имени Аделина — латинизированного варианта (лат. Adelina) французского диминутива (фр. Adeline) от имени древнегерманского происхождения Адела (нем. Adela, Adele; от adal — «благородный»); которое само, в свою очередь, является усечённой формой древнегерманского двухосновного имени Адельхайд (нем. Adelheid; образованного сложением компонентов adal и heid — «род»). То есть получается генеалогическая цепочка Adelheid → Adela, Adele → Adeline → Adelina → Alina → Алина.
Одновременно в «Оксфордском словаре личных имён» приводится предположение, что имя англ. Alina имеет арабские корни и образовалось от слова со значением «благородный», «знаменитый». Также отмечалось, что в Шотландии имя использовалось в качестве женского парного имени к мужскому Алистер (Alistair).
В «Словаре русских личных имён» Петровского приводились также версии происхождения имени в русском языке от имён Акилина (Акулина) или Альбина как уменьшительной формы, ставшей документальной. В болгарском языке имя известно в качестве краткой формы имени Ангелина.